# Hymenopenaeus halli
Hymenopenaeus halli är en kräftdjursart som beskrevs av Bruce 1966. Hymenopenaeus halli ingår i släktet Hymenopenaeus och familjen Solenoceridae. Inga underarter finns listade i Catalogue of Life.